# Elezioni primarie del Partito Conservatore del 2016
Le elezioni primarie del Partito Conservatore del 2016 si tennero il 5 luglio (primo turno) e il 16 luglio (secondo turno).

## Contesto
Dopo il Referendum sulla permanenza del Regno Unito nell'Unione europea del 25 giugno 2016, David Cameron annuncia le sue dimissioni da Primo Ministro e da Leader del Partito Conservatore che sarebbero state effettive le elezioni primarie che avrebbero dovuto inizialmente tenersi in ottobre, tuttavia le elezioni sono state anticipate in luglio anche per le pressione dell'Unione Europea per accelerare il processo d'uscita del Regno Unito dall'UE.

## Candidati
Si sono candidati alle elezioni:
- Theresa May,  Segretario di Stato per gli affari interni del Regno Unito (2010-2016), Primo Ministro del Regno Unito (2016-...)
- Andrea Leadsom,  Ministro dell'Energia del Regno Unito (2015-2016), Segretario di Stato per l'ambiente, il cibo e l'agricoltura (2016-...)
- Micheal Gove, Ministro della Giustizia (2015-2016)
- Stephen Grabb, Ministro del Lavoro e delle Pensioni (2016)
- Liam Fox, Ministro della Difesa (2010-2011), Ministro del Commercio Internazionale (2016-...)

Le elezioni, oltre che eleggere il nuovo leader del Partito Conservatore, eleggeva anche il sostituto Primo Ministro.